# Емметтен
Емметтен (нім. Emmetten) — громада  в Швейцарії в кантоні Нідвальден.

## Географія
Громада розташована на відстані близько 85 км на схід від Берна, 12 км на схід від Штанса.
Емметтен має площу 24,9 км², з яких на 2,8% дозволяється будівництво (житлове та будівництво доріг), 36,4% використовуються в сільськогосподарських цілях, 47,8% зайнято лісами, 13% не є продуктивними (річки, льодовики або гори).

## Демографія
2019 року в громаді мешкало 1440 осіб (+15,6% порівняно з 2010 роком), іноземців було 16,5%. Густота населення становила 58 осіб/км².
За віковим діапазоном населення розподілялося таким чином: 16% — особи молодші 20 років, 63,4% — особи у віці 20—64 років, 20,6% — особи у віці 65 років та старші. Було 693 помешкань (у середньому 2,1 особи в помешканні).
Із загальної кількості 374 працюючих 54 було зайнятих в первинному секторі, 60 — в обробній промисловості, 260 — в галузі послуг.